# Carmiesha Cox
Carmiesha Cox, född 16 maj 1995, är en friidrottare från Bahamas. Hon deltog vid olympiska sommarspelen 2016.